# Општина Истрија (Констанца)
Истрија (рум. Istria) општина је у Румунији у округу Констанца.
Oпштина се налази на надморској висини од 21 m.